# Famille Strozzi
La famille Strozzi est une ancienne famille noble florentine, qui était déjà célèbre au XIVe siècle. C'est à cette époque que commence réellement la dynastie des Strozzi.
Jusqu'à son exil de Florence en 1434, la famille Strozzi était de loin la plus riche de la ville, et n'avait d'égale que celle des Médicis. La rivalité entre les deux puissantes maisons de Florence aboutit à la suprématie financière et politique de celle des Médicis au détriment des Strozzi qui durent s'exiler à Sienne.
La famille Strozzi acquit par mariage, les titres de princes de Forano et de ducs de Bagnolo.

## Principaux membres de la famille Strozzi
- Palla Strozzi (1372 - 1462) joua un rôle important dans la vie publique de Florence, et fonda la première bibliothèque publique à Florence dans le monastère Santa Trinita.

- Philippe Strozzi l'Ancien (1428 - 1491), fils de Matteo Strozzi et d'Alessandra Macinghi fit commencer les travaux de réalisation du palais Strozzi à Florence.

- Philippe Strozzi le Jeune (1489 - 1538), banquier et condottiere, est probablement le plus célèbre membre de la famille. Bien que marié à Clarice de Médicis, une fille de Pierre II de Médicis et elle-même membre de la famille des Médicis, il fut farouchement opposé à l'hégémonie Médicis sur la république florentine et fut parmi les dirigeants de l'insurrection de 1527.

- Pierre Strozzi (v. 1510 - 1558), fils aîné de Philippe Strozzi le Jeune, a combattu en France contre l'Italie et l'Espagne, et a été nommé maréchal de France en 1554.  Il a participé au siège de Calais en (1557), et mourut des suites de ses blessures subies au combat, à Thionville, en Lorraine, en 1558.

- Le fils cadet Leone Strozzi était un amiral au service de la France et s'est battu contre les Médicis. Il est mort d'une blessure reçue pendant la bataille de Sarlino en 1554.

- Un autre fils de Philippe Strozzi, Laurent Strozzi (1513 - 1571), fut cardinal, évêque de Béziers, d'Albi, archevêque d'Aix, abbé de Saint-Victor de Marseille et de Staffarda.

- Piero di Filippo Strozzi (1541 - 1582) servit dans l'armée française, et fut capturé et tué par les Espagnols à la bataille de Terceira.

- Le sénateur Carlo Strozzi (1587 - 1671) constitua une importante bibliothèque et recueillit de précieux documents tels que les Carte Strozziane. La partie la plus importante de ce fonds est maintenant la propriété des archives de la ville de Florence. Il fut l'auteur d'une Storietta della città di Firenze dal 1219 al 1292[1] (non publié) et une Storia della casa Barberini[2] (Rome, 1640).

- Luigi Strozzi (1632-1700), dit l'abbé Strozzi, résident de France auprès du grand-duc de Toscane.

## Autres Strozzi
- Bernardo Strozzi (1581-1644) qui fut un éminent et prolifique peintre baroque italien. Il travailla principalement à Gênes et Venise, n'est pas apparenté à la famille Strozzi de Florence.

- La compositrice Barbara Strozzi (1619-1677) fut la fille adoptive du poète Giulio Strozzi, un auteur de livrets d'opéra qui encouragea sa carrière musicale.